# Distretto di Moulay Slissen
Il distretto di Moulay Slissen è un distretto della provincia di Sidi Bel Abbes, in Algeria.

## Comuni
Il distretto di Moulay Slissen comprende 3 comuni:
- Moulay Slissen
- Aïn Tindamine
- El Haçaiba